# Yamada, la voie du samouraï
Pour plus de détails, voir Fiche technique et Distribution.
Yamada, la voie du samouraï (thai : ซามูไร อโยธยา, Samurai Ayothaya) est un film historique d'action thaïlandais sorti en 2010, réalisé par Nopporn Watin. 

## Synopsis
L'action se déroule au tournant du XVIIe siècle (entre 1612 et 1630). Attaqué et blessé par un groupe de ninja japonais traîtres, un mercenaire samouraï nommé Yamada est secouru et soigné par un groupe de guerriers siamois, au service du roi d'Ayutthaya.
Ignorant l'identité de ses assaillants, Yamada reste parmi ces guerriers, se liant d'amitié avec eux, apprenant leur art martial, le Muay thaï, et faisant allégeance au roi et au royaume d'Ayutthaya.

## Fiche technique

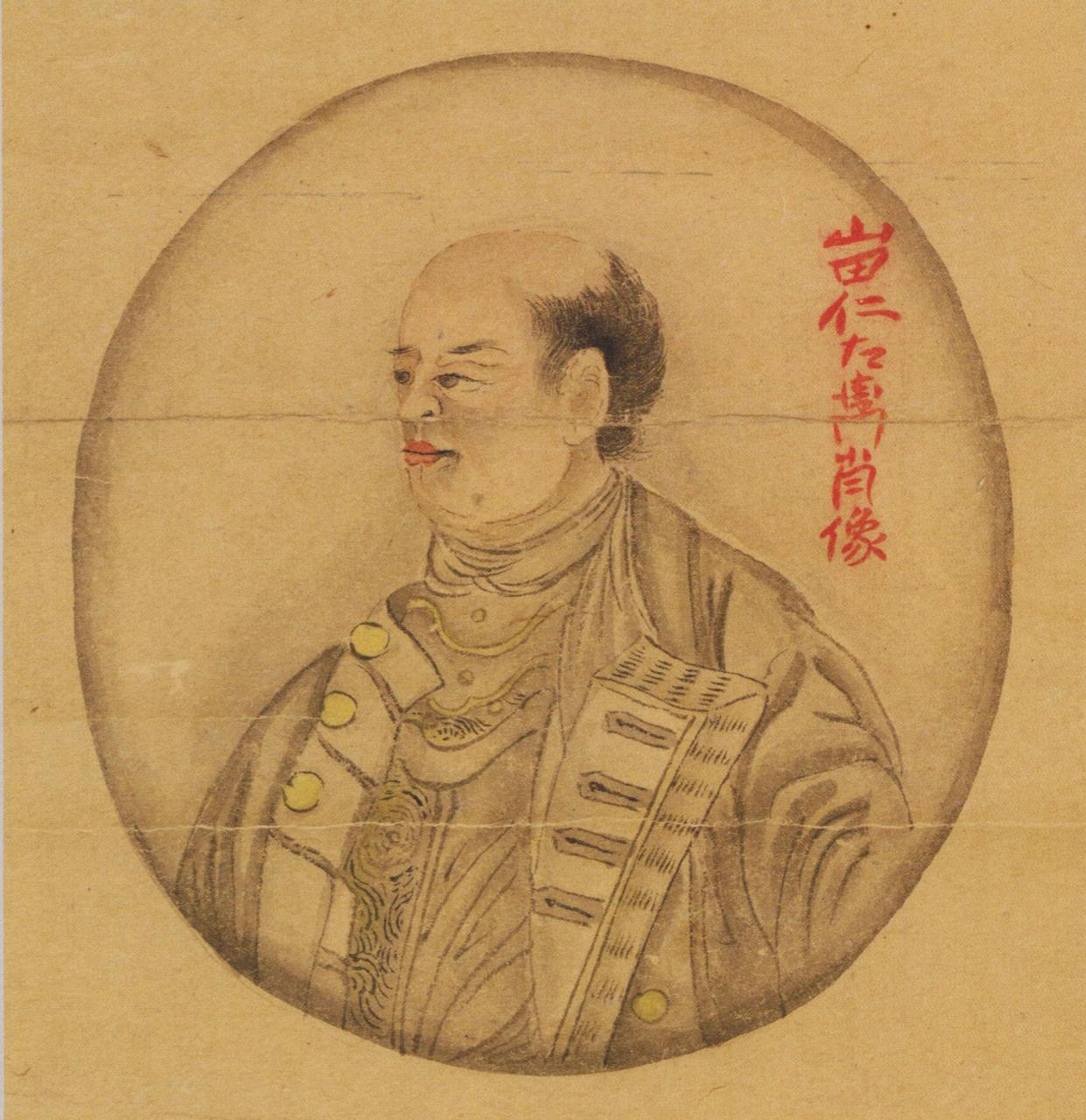
Yamada Nagamasa, dont la vie a inspiré le film.

- Titre français : Yamada, la voie du samouraï
- Titre alternatif : ซามูไร อโยธยา (Samurai Ayothaya)
- Réalisation : Nopporn Watin
- Musique originale : Paphas Silp
- Production : Nopporn Watin
- Pays : Thaïlande
- Langues : thaï, japonais, birman
- Genre : Action, drame et historique
- Durée : 100 minutes
- Date de sortie : Thaïlande : 2 décembre 2010
- Licencié en France

## Distribution
- Seigi Ozeki : Yamada Nagamasa, le samouraï d'Ayutthaya
- Kanokkorn Jaicheun : Jumpaa,petite  amie de Yamada
- Thanawut Ketsaro (ธนาวุฒิ เกสโร) : Khaam
- สมบัติ  บัญชาเมฆ : Maître Tigre (ครูเสือ)
- Bin Bunluerit : พระเจ้านันทบุเรง
- Winai Kraibutr : Roi d'Ayutthaya (Naresuan) (สมเด็จพระนเรศวรมหาราช)
- Sorapong Chatree (สรพงษ์ ชาตรี) : Grand Maître (Phra Khruu) chargé du recrutement des gardes du corps
- Buakaw Banchamek (บัวขาว บัญชาเมฆ) : Ai-Seua
- Somjit Jongjohor (สมจิตร  จงจอหอ) : Garde du corps  du roi
- Saenchai (Saenchai Sor. Kingstar) : Garde du corps du roi
- Yodsanklai Fairtex : Garde du corps du roi
- Anuwat Kaewsamrit : Garde du corps du roi

## Base historique
Le personnage principal du film est librement inspiré de Yamada Nagamasa (1590-1630), explorateur japonais qui devint gouverneur de la Province de Nakhon Si Thammarat sous le règne du roi Intharacha III (Songtham, 1611-1628, fils de Ekathtsarot et neveu de Naresuan ) (et non sous le règne de Naresuan mort en 1605).

## Source de la traduction
- (en) Cet article est partiellement ou en totalité issu de l’article de Wikipédia en anglais intitulé « Yamada: The Samurai of Ayothaya » (voir la liste des auteurs).